# Saison 2017 de l'équipe cycliste Roth-Akros
La saison 2017 de l'équipe cycliste Roth-Akros est la troisième de cette équipe.

## Préparation de la saison 2017
Pour sa troisième saison au sein du peloton professionnel, l'équipe Roth-Akros a perdu sa licence d'équipe continentale professionnelle et redevient donc une équipe continentale. Devenant la seule équipe suisse enregistrée auprès de l'UCI à la suite de l'arrêt à la fin de 2016 de l'équipe IAM, la formation Roth-Akros parvient à engager le champion de Suisse, Jonathan Fumeaux et son coéquipier Pirmin Lang pour la saison 2017. L'équipe annonce également qu'elle roulera en 2017 sur des vélos de la marque Kuota.

### Arrivées et départs
| Arrivées           | Équipe 2016           |
| ------------------ | --------------------- |
| Jonathan Fumeaux   | IAM                   |
| Pirmin Lang        | IAM                   |
| Damian Lüscher     | VC Bürglen-Märwil     |
| Matthias Reutimann | VC Mendrisio-PL Valli |
| Diego Wendelspiess | VC Kaisten            |

| Départs            | Équipe 2017                   |
| ------------------ | ----------------------------- |
| Nicolas Baldo      | HP BTP-Auber 93               |
| David Belda        | Burgos BH                     |
| Nico Brüngger      |                               |
| Dimitri Bussard    | Humard-Vélo Passion           |
| Alberto Cecchin    | Wilier Triestina-Selle Italia |
| Marco D'Urbano     | Androni Giocattoli            |
| Lucas Gaday        | Los Cascos Esco-Agroplan      |
| Grischa Janorschke |                               |
| Martin Kohler      |                               |
| Matthias Krizek    | Tirol                         |
| Tristan Marguet    | RC Olympia Biel               |
| Dylan Page         | Caja Rural-Seguros RGA        |
| Frank Pasche       | Cyclophile Lausannois         |
| Andrea Pasqualon   | Wanty-Groupe Gobert           |
| Bruno Pires        |                               |
| Nicola Toffali     | 0711/Cycling                  |
| Giacomo Tomio      | General Store Bottoli Zardini |
| Andrea Vaccher     |                               |
| Rino Zampilli      |                               |
| Andrea Zordan      |                               |

## Coureurs et encadrement technique

### Effectif
| Cycliste            | Date de naissance | Nationalité | Équipe 2016           |  |
| ------------------- | ----------------- | ----------- | --------------------- |  |
| Valentin Baillifard | 25 décembre 1993  | Suisse      | Roth                  |  |
| Jonathan Fumeaux    | 7 mars 1988       | Suisse      | IAM                   |  |
| Lukas Jaun          | 29 juillet 1991   | Suisse      | Roth                  |  |
| Pirmin Lang         | 25 novembre 1984  | Suisse      | IAM                   |  |
| Damian Lüscher      | 16 août 1997      | Suisse      | VC Bürglen-Märwil     |  |
| Matthias Reutimann  | 15 novembre 1994  | Suisse      | VC Mendrisio-PL Valli |  |
| Colin Stüssi        | 4 juin 1993       | Suisse      | Roth                  |  |
| Roland Thalmann     | 5 août 1993       | Suisse      | Roth                  |  |
| Diego Wendelspiess  | 26 décembre 1995  | Suisse      | VC Kaisten            |  |

## Bilan de la saison

### Victoires
| Date       | Course                                             | Pays  | Classe | Vainqueur    |
| ---------- | -------------------------------------------------- | ----- | ------ | ------------ |
| 10/03/2017 | 1re étape du Tour International de Rhodes          | Grèce | 2.2    | Colin Stüssi |
| 12/03/2017 | Classement général du Tour International de Rhodes | Grèce | 2.2    | Colin Stüssi |